# Bombové útoky v Bombaji v roce 1993
Bombové útoky v Bombaji v roce 1993 byly sérií 13 velkých teroristických útoků, které se uskutečnily 12. března 1993 v indickém městě Bombaj. Zahynulo při nich celkově 257 lidí a více než 1400 bylo zraněno. Dodnes jde o nejhorší teroristický incident v novodobých dějinách Indie. Předpokládá se, že útoky spáchali islámští militanti ve spolupráci s bombajské zločineckým syndikátem pod vedením mafiánského bosse jménem Davúd Ibráhím (angl. Dawood Ibrahim).

## Pozadí
6. prosince 1992 zničili ve městě Ajódhja hinduistčtí extremisté Báburovu mešitu  z roku 1527. To v následujících týdnech zapříčinilo rozsáhlou vlnu násilných nepokojů mezi muslimy a hinduisty po celé Indii. Násilnosti obzvláště zasáhly město Bombaj, kde vyústily ve smrt více než 900 lidí, převážně muslimů. Při nepokojích došlo i k velkým škodám na majetku, což v poměrně velké míře zasáhlo i místní organizovaný zločin. Ten byl reprezentován hlavně nejsilnější mafiánskou skupinou známou jako D-Company vedenou Davúdem Ibráhímem. Ibráhím byl sám muslim a začal obviňovat policii z toho, že při nepokojích přímo pomáhala hinduistickým extrémistům a usměrňovala je na ničení muslimského majetku, zvláště ve vlastnictví mafie. Mafie se spojila s muslimskými extremisty trénovanými v Pákistánu a začala připravovat rozsáhlou teroristickou akci, která měla být pomstou zaměřenou hlavně proti většinovému hindské obyvatelstvu a indickým úřadům.

## Průběh útoků
K prvnímu útoku došlo 12. března 1993 o 13:30 místního času, když v podzemním parkovišti pod 28 patrovou budovou bombajské burzy vybuchla silná nálož uložená v autě. Výbuch budovu vážně poškodil a usmrtil 84 lidí. V následujících hodinách explodovalo v různých částech města celkem 12 dalších bomb, většinou uložených v autech, ale také v cestovních kufrech či motorových skútrech. Útoky zasáhly hotely, kancelářské budovy, banky či obchodní domy. K vůbec nejhoršímu útoku došlo ve 14:45 před obchodním domem Century, kde bomba ukrytá v terénním autě zabila 113 lidí. Téměř u všech útocích byla použita výbušnina RDX, poslední nastal v 15:40. Celkově si teroristické útoky toho dne vyžádaly 257 mrtvých a přes 1400 zraněných, z toho kolem 700 vážně.
Ačkoli detailní pozadí a motivy k útokům nejsou zcela objasněny, rozsáhlé vyšetřování vedlo k jednoznačnému závěru, že za nimi stál zločinecký syndikát Davúd Ibrahima ve spolupráci s místními muslimskými extremisty pravděpodobně napojenými na pákistánských islamistů. Speciální indický soud pro zločiny terorismu obvinil z útoků celkově 129 lidí, přičemž v roce 2006 uznal 100 z nich vinnými. V červenci 2007 bylo 12 z nich odsouzených k trestu smrti (jako např. Jakub Menon, spolupracovník Davúd Ibrahíma) mnozí byli odsouzeni na dlouholeté tresty vězení. Mnoho dalších podezřelých je stále na útěku, včetně hlavních organizátorů útoku Davúd Ibráhíma a jeho blízkého spolupracovníka známého pod anglickou přezdívkou Tiger Memon.